# جون بيرادينو
جون بيرادينو (بالإنجليزية: John Beradino)‏ مواليد 01 مايو 1917 في لوس أنجلوس، الولايات المتحدة - الوفاة 19 مايو 1996 في لوس أنجلوس، هو ممثل أمريكي بدأ مسيرته الفنية سنة 1939. امتدت مسيرته الفنية لأكثر من 57 عاما. درس في جامعة كاليفورنيا الجنوبية.

## الأعمال

### أفلام
- شرق عدن (1955)
- مارتي (1955)
- شمالا إلى الشمال الغربي (1959)

### مسلسلات
- المستشفى العام
- باتمان
- قارب الحب
- أمير بيل إير الحيوي

## روابط خارجية
- جون بيرادينو على موقع دوري كرة القاعدة الرئيسي (الإنجليزية)
- جون بيرادينو على موقعبيزبول رفرنس.كوم (الدوري الرئيسي) (الإنجليزية)
- جون بيرادينو على موقعبيزبول رفرنس.كوم (الدوري الثانوي) (الإنجليزية)
- جون بيرادينو على موقع إي إس بي إن.كوم (أم.أل.بي) (الإنجليزية)
- جون بيرادينو على موقع مشجعي الرسوم البيانية (الإنجليزية)

- جون بيرادينو على موقع IMDb (الإنجليزية)
- جون بيرادينو على موقع ألو سيني (الفرنسية)
- جون بيرادينو على موقع أول موفي (الإنجليزية)
- جون بيرادينو على موقع قاعدة بيانات الأفلام السويدية (السويدية)
- جون بيرادينو على موقع قاعدة بيانات الفيلم (الإنجليزية)
- جون بيرادينو على موقع كينوبويسك (الروسية)